# Liza (animal)

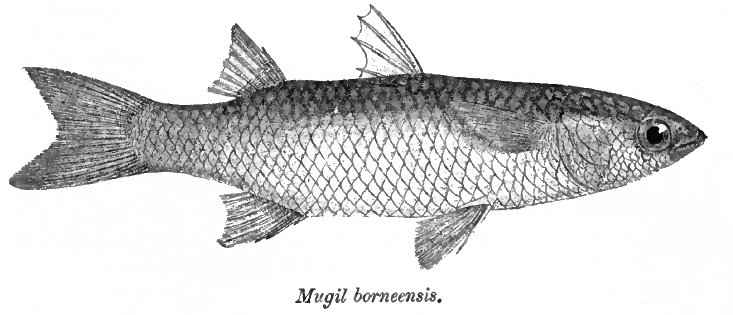
Detalle de las aletas en Lisa godeya (L. macrolepis).

Las lisas verdaderas son el género Liza, peces de la familia de los mugílidos, distribuidos por todos los mares tropicales y templados, principalmente marinos (costeros), aunque algunas especies son también de agua dulce, como Liza abu.

## Anatomía
Tienen dos aletas dorsales, la primera con solo cuatro radios espinosos, separada de la posterior con solo radios blandos: las aletas pélvicas son subabdominales, con una espina; cuando tienen línea lateral, es muy visible; la boca es de tamaño moderado, sin dientes o con estos muy pequeños.

## Hábitat y biología
Se reúnen en cardúmenes. Se alimentan de finas algas, diatomeas y de detritos de los sedimentos del fondo.[cita requerida]
No tienen gran importancia comercial. Pueden ser pescados desde embarcaciones, forma artesanal con arpones, o con caña desde costa. Pero siendo un animal hetrbivoro suele pescarse con red o atarraya. No obstante carrnada con harina de maiz y algas puede ser una forma, aunque no es utilizada.

## Importancia para el hombre
La mayoría de las especies de Liza son pescadas y comercializadas para alimentación humana.

## Especies
Existen 20 especies consideradas válidas en este género:
- Liza abu (Heckel, 1843)
- Liza affinis (Günther, 1861)
- Liza alata (Steindachner, 1892) - Lisa diamante.
- Liza argentea (Quoy y Gaimard, 1825)
- Liza aurata (Risso, 1810) -'Galupe, alise, dabeta, ilisa, lisa dorada, lizarda o mule.
- Liza bandialensis Diouf, 1991
- Liza carinata (Valenciennes, 1836) - Lisa de carena o lisa errante.
- Liza dumerili (Steindachner, 1870) - Lisa acanalada.
- Liza falcipinnis (Valenciennes, 1836) - Lisa aletona.
- Liza grandisquamis (Valenciennes, 1836) - Lisa escamuda.
- Liza haematocheilus (Temminck y Schlegel, 1845) - Lisa so-iny.
- Liza klunzingeri (Day, 1888)
- Liza luciae (Penrith y Penrith, 1967)
- Liza mandapamensis (Thomson, 1997)
- Liza persicus (Senou, Randall y Okiyama, 1995)
- Liza ramada (Risso, 1827) - Morragute, albur, capitón, galupe, ilisa aguda, lizarra, sama o yama.
- Liza ramsayi (Macleay, 1883)
- Liza richardsonii (Smith, 1846) - Lisa sudafricana.
- Liza saliens (Risso, 1810) - Galúa o ilisa fusany.
- Liza tricuspidens (Smith, 1935)

Además de una especie de taxonomía discutida:
- Liza vaigiensis (Quoy y Gaimard, 1825) - Lisa mopiro.